# Zitsikama
Zitsikama is een geslacht van rechtvleugeligen uit de familie sabelsprinkhanen (Tettigoniidae). De wetenschappelijke naam van dit geslacht is voor het eerst geldig gepubliceerd in 1916 door Péringuey.

## Soorten
Het geslacht Zitsikama  is monotypisch en omvat slechts de volgende soort:
- Zitsikama tessellata (Péringuey, 1916)